# Sophie-Charlotte-Platz (Berlins tunnelbana)
Sophie-Charlotte-Platz är en tunnelbanestation på Berlins tunnelbanas linje U2 som invigdes 1908. Charlottenburgs slott ligger på gångavstånd från stationen.

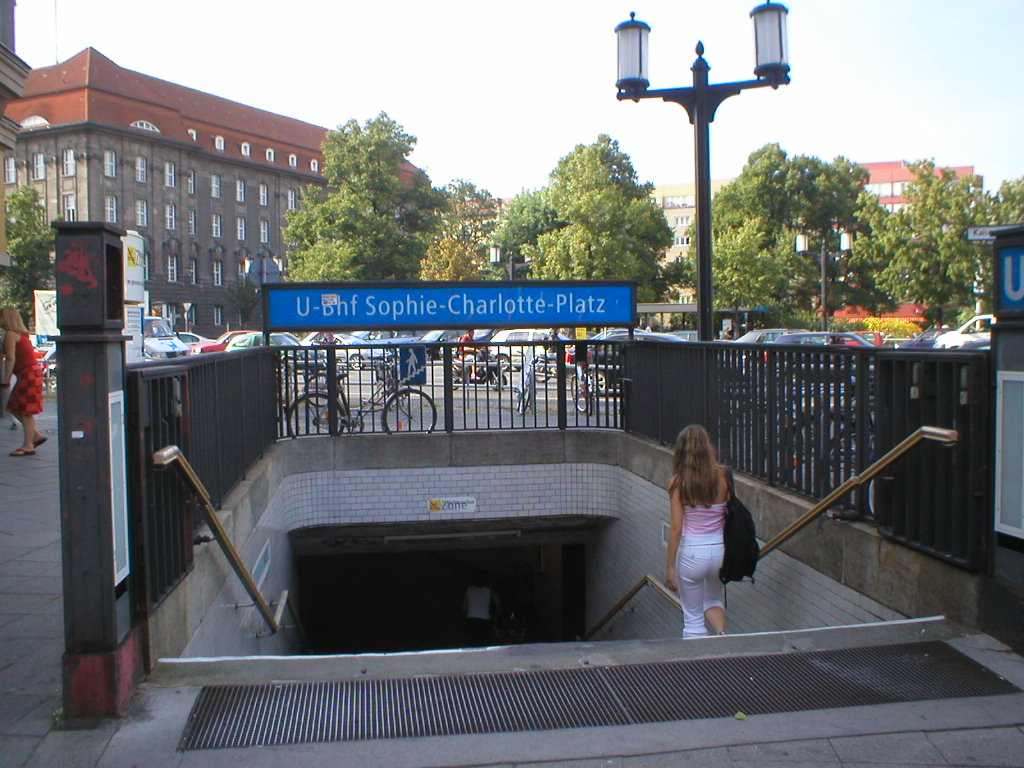
Ingång till tunnelbanestationen Sophie-Charlotte-Platz.
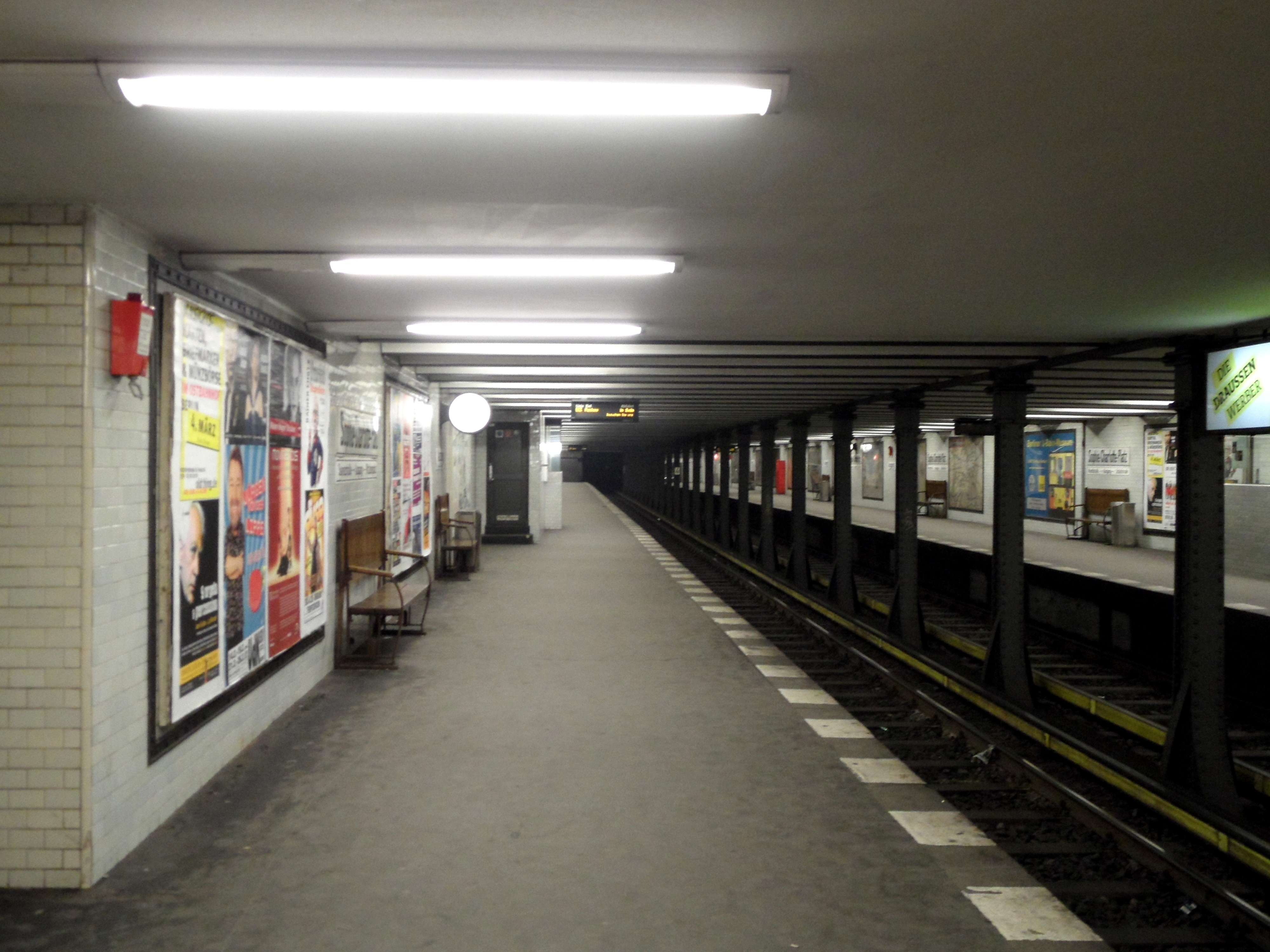
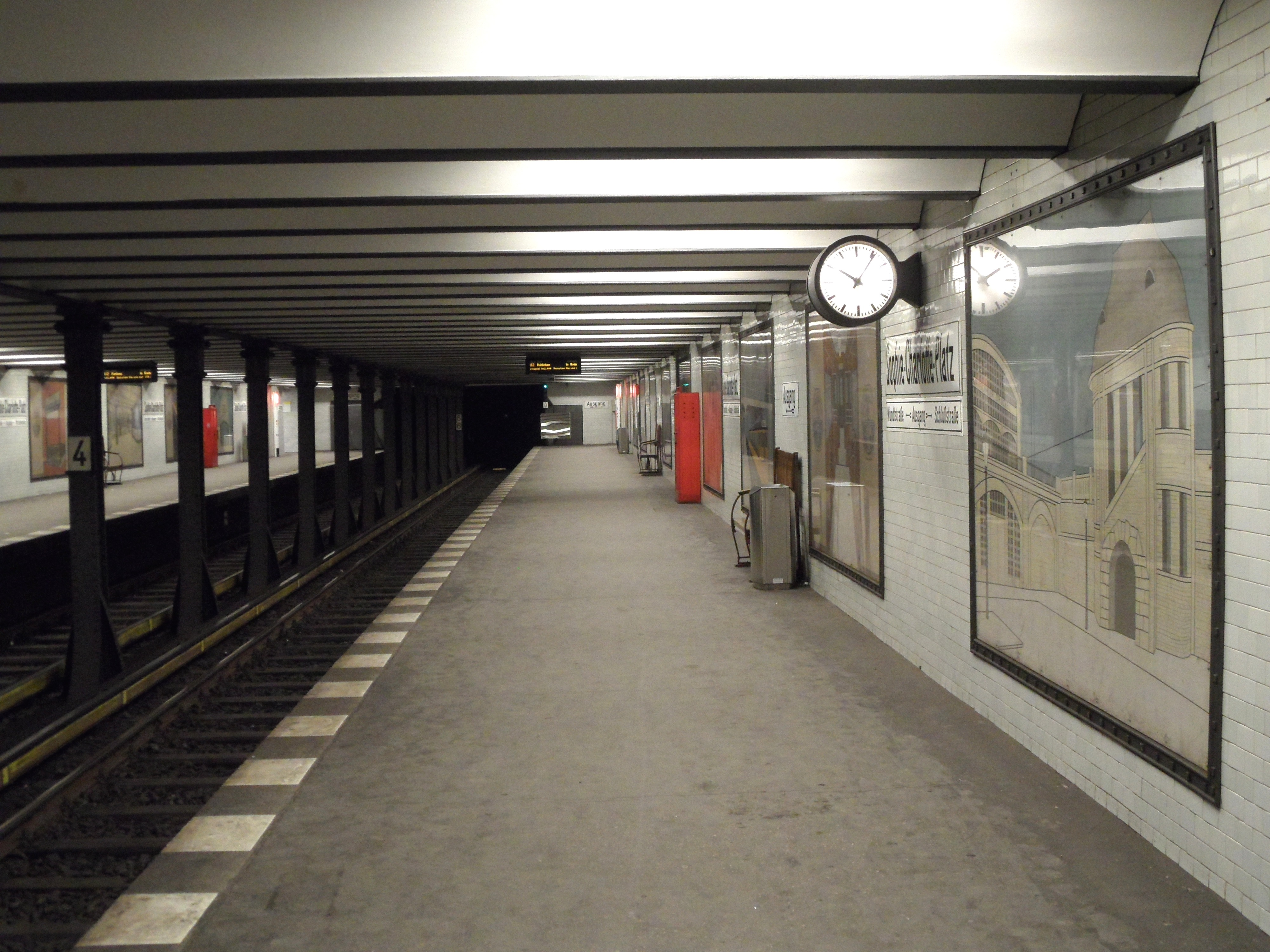